# Theodor Müller (Politiker)
Theodor Müller (* 12. März 1871 in Breslau; † 27. Februar 1932 ebenda) war ein deutscher Politiker (SPD).

## Leben
Der Sohn des Eisenbahnbeamten Julius Müller und der Rosalie, geb. Thorenz, besuchte von 1877 bis 1885 die Volksschule in Breslau. Er absolvierte eine Friseurlehre, ging anschließend auf Wanderschaft und leistete Militärdienst. 1892 trat er in die Gewerkschaft und die SPD ein. Nach bestandener Meisterprüfung arbeitete er bis 1900 als selbständiger Friseurmeister in Flensburg. Danach begann er für die sozialdemokratische Schleswig-Holsteinische Volkszeitung, die allgemein als Kieler Volkszeitung bekannt war, tätig zu werden. Für die Zeitung arbeitete er von 1900 bis 1904 als Korrespondent in Flensburg und von 1904 bis 1906 als Filialexpedient in Schleswig. Während seiner journalistischen Tätigkeit in Flensburg war er von 1900 bis 1901 gleichzeitig Vorsitzender des dortigen Gewerkschaftskartells.
Müller kehrte 1906 nach Breslau zurück und wurde dort für kurze Zeit als Redakteur bei der Volkswacht beschäftigt. Von 1907 bis November 1910 war er als Angestellter für den Breslauer Fabrikarbeiterverband tätig. Im Anschluss arbeitete er von Dezember 1910 bis 1919 als Parteisekretär für die Breslauer SPD, deren Vorstand er gleichzeitig angehörte. Von 1910 bis 1920 war er Stadtverordneter in Breslau. Von 1915 bis 1918 wurde seine berufliche und politische Tätigkeit durch die Teilnahme am Ersten Weltkrieg unterbrochen.
Müller betätigte sich seit 1919 als Schriftsteller und verfasste 1925 Die Geschichte der Breslauer Sozialdemokratie. In den 1920er Jahren fungierte er als Gesellschafter der Volkswacht in Breslau.
Bei der Reichstagswahl 1912 hatte Müller erfolglos für den Reichstag kandidiert. Der Verfassunggebenden Preußischen Landesversammlung gehörte er von 1919 bis 1921 an und im Februar 1921 sowie im Dezember 1924 wurde er jeweils als Abgeordneter in den Preußischen Landtag gewählt. 1931 rückte er erneut in den Landtag nach, dem er bis zu seinem Tode angehörte. Im Parlament vertrat er den Wahlkreis 7 (Breslau).
Theodor Müller war seit 1894 mit Bertha, geb. Kroll, verheiratet und hatte sieben Kinder.